# Wajir County
Wajir County (bis 2010 Wajir District) ist ein County in Kenia. Die Hauptstadt des Countys ist Wajir. Im County lebten 2019 781.263 Menschen auf 55.840,6 km².

## Geografie
Das County grenzt im Norden an Äthiopien. Im County herrscht ein arides Klima. Die Bodenbeschaffenheit ist größtenteils sehr steinig, im Norden gibt es aber fruchtbare Lehmböden. 30 % der Fläche sind urbar. Die Menschen im Wajir County leben hauptsächlich von nomadischer Viehhaltung. Nur 40 % der Bevölkerung hat Zugang zu sicheren Wasserquellen, die durchschnittlich zurückzulegende Distanz zur nächsten Quelle beträgt 15 km. Im Jahr 2005 lebten mehr als zwei Drittel der Einwohner unterhalb der Armutsgrenze.

## Verkehr und Infrastruktur
Das Straßennetz im County befindet sich in einem schlechten Zustand. Nur 7 % der Straßen sind asphaltiert, viele Straßen sind während der Regenzeit unpassierbar. Elektrischen Strom gibt es nur in der Hauptstadt Wajir. Das County verfügte 2002 über 45 Telefonzellen, 3 Postämter und 1 Bank. Die medizinische Versorgung im Wajir County ist schlecht. Das County verfügte 2002 über 1 Krankenhaus, 4 Ambulanzen und 25 Apotheken. 70 km mussten im Durchschnitt zu einem medizinischen Versorgungszentrum zurückgelegt werden. Fast 80 % der Haushalte hatten keinen Zugang zu medizinischer Versorgung. Im Wajir County kommt es häufig zu Malaria- und Durchfall-Epidemien. 2002 starben 9,8 % der Kinder vor ihrem 5. Geburtstag.

## Gliederung
Das County teilt sich in Divisionen auf. Es gibt vier Wahlbezirke, Wajir North, Wajir West, Wajir East und Wajir South.
| Division  | Einwohner (1999) | Hauptstadt |
| --------- | ---------------- | ---------- |
| Buna      | 029.160          | Buna       |
| Bute      | 014.684          | Bute       |
| Central   | 051.006          | Wajir      |
| Diff      | 019.052          |            |
| Eldas     | 09.166           |            |
| Griftu    | 042.333          |            |
| Gurar     | 018.087          | Gurar      |
| Habaswein | 027.467          | Habaswein  |
| Hadado    | 019.787          |            |
| Kotulo    | 023.016          |            |
| Lafaley   | 05.883           |            |
| Sebule    | 025.699          |            |
| Tarbaj    | 022.758          | Tarbaj     |
| Wajir-Bor | 017.046          |            |
| Gesamt    | 319.261          | -          |